# Ahom-Dynastie

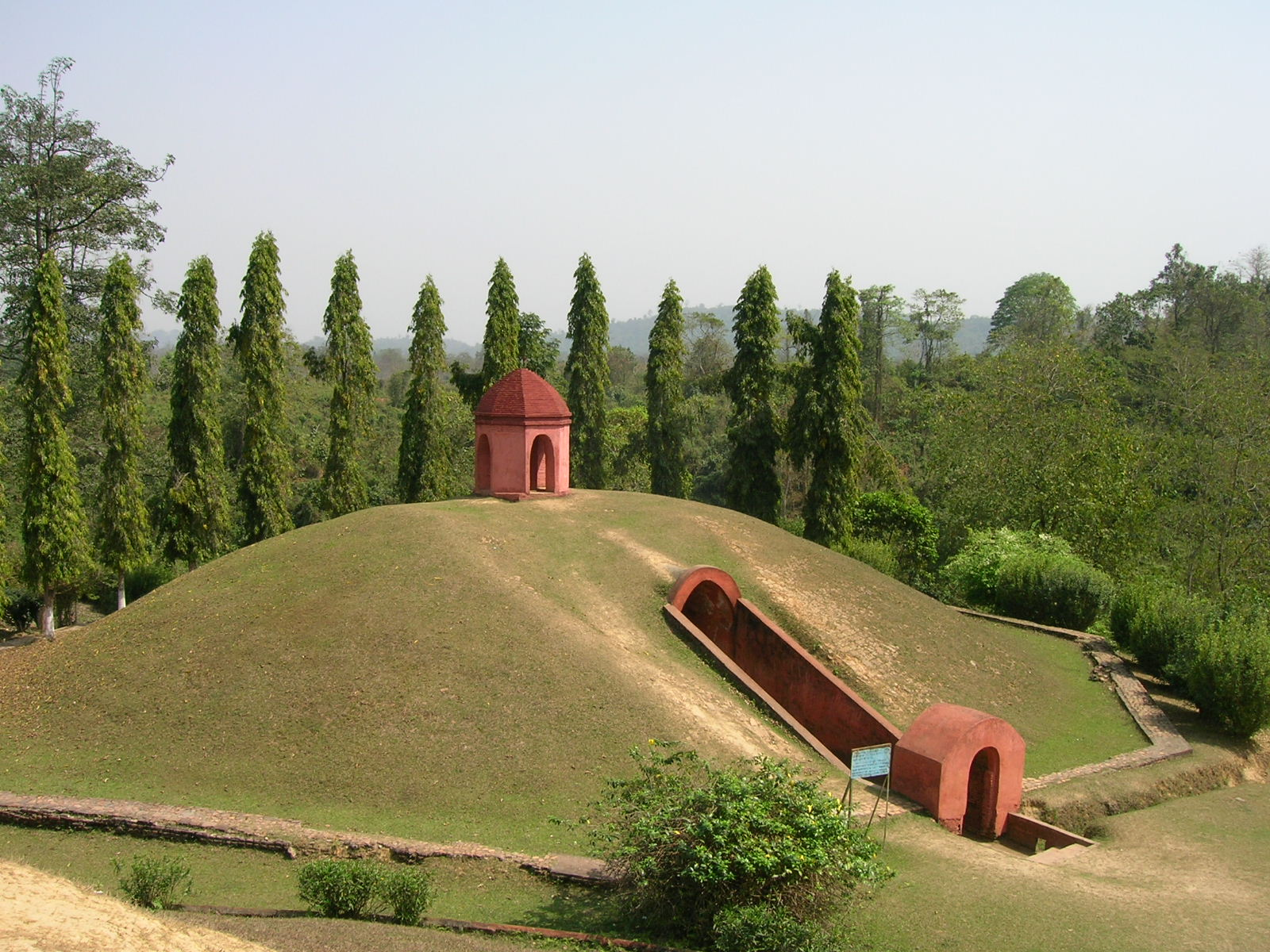
Grabhügel (Maidam) der Ahom in Charaideo

Die Ahom-Dynastie beherrschte Teile von Assam für fast 600 Jahre.

## Liste der Könige
- 1228–1268: Sukaphaa
- 1268–1281: Sutephaa (Sohn von Sukaphaa)
- 1281–1293: Subinphaa (Sohn von Sutephaa)
- 1293–1332: Sukhaangphaa (Sohn von Subinphaa)
- 1364–1369: Interregnum
- 1369–1376: Sutuphaa (Sohn von Sukhaangphaa)
- 1376–1380: Interregnum
- 1380–1389: Tyao Khaamti (Sohn von Sukhaangphaa)
- 1389–1397: Interregnum
- 1397–1407: Sudangphaa (Baamuni Kunwar – Sohn von Tyao Khaamti)
- 1407–1422: Sujangphaa
- 1422–1439: Suphakphaa
- 1439–1488: Susenphaa (Sohn von Suphakphaa)
- 1488–1493: Suhenphaa (Sohn von Susenphaa)
- 1493–1497: Supimphaa (Sohn von Suhenphaa)
- 1497–1539: Suhunmunga (Swarganarayan, Dihingiaa Rojaa I., Sohn von Supimphaa)
- 1539–1552: Suklenmunga (Gorgoyaan Rojaa, Sohn von Suhungmunga)
- 1552–1603: Sukhaamphaa (Khuraa Rojaa, Sohn von Suklengmunga)
- 1603–1641: Susenghphaa (Prataap Xingha, Burhaa Rojaa, Buddhiswarganarayan, Sohn von Sukhaamphaa)
- 1641–1644: Suramphaa (Jayaditya Xingha, Bhogaa Rojaa, Sohn von Susenghphaa)
- 1644–1648: Sutingphaa (Noriyaa Rojaa, Sohn von Suramphaa)
- 1648–1663: Jayadwaj Xingha (Bhoganiyaa Rojaa, Sohn von Sutingphaa)
- 1663–1670: Supangmunga (Chakradwaj Xingha)
- 1670–1672: Sunyatphaa (Udayaaditya Xingha, Bruder von Supangmunga)
- 1672–1674: Suklanphaa (Ramdwaj Xingha, Charingia Rojaa, Bruder von Supangmunga)
- 1674–1675: Suhunga (Samaguria Rojaa, Khamjangia Rojaa, Nachfahre von Suhungmunga)
- 1675–1675: Gobar Rojaa (Urenkel von Suhungmunga)
- 1675–1677: Sujinphaa (Arjun Konwar, Dihingia Rojaa II., Enkel von Pratap Xingha, Sohn von Namrupian Gohain)
- 1677–1679: Sudoiphaa (Parvatia Rojaa, Nachfahre von Deka Rojaa)
- 1679–1681: Sulikphaa (Ratnadhwaj Xingha, Loraa Rojaa)
- 1681–1696: Supaatphaa (Godadhar Xingha, Sohn von Gobar Rojaa)
- 1696–1714: Sukhrungphaa (Rudra Xingha, Sohn von Supaatphaa)
- 1714–1744: Sutanphaa (Xiba Xingha, Sohn von Sukhrungphaa)
- 1744–1751: Sunenphaa (Pramatta Xingha, Sohn von Sukhrungphaa)
- 1751–1769: Suramphaa (Raajeswar Xingha, Sohn von Sukhrungphaa)
- 1769–1780: Sunyeophaa (Lakshmi Xingha, Sohn von Sukhrungphaa)
- 1780–1795: Suhitpangphaa (Gaurinaath Xingha, Sohn von Sunyeophaa)
- 1795–1811: Suklingphaa (Kamaleswar Xingha, Urenkel von Supaatphaa)
- 1811–1818: Sudingphaa (Chandrakaanta Xingha, Bruder von Suklingphaa)
- 1818–1819: Purandar Xingha
- 1819–1821: Chandrakaanta Xingha
- 1821–1824: Jogeshwar Xingha (Bruder von Hemo Aideo, Vasalle von burmesischen Herrschern)
- 1824: Briten erobern Unter-Assam
- 1826: Vertrag von Yandaboo